# アンハルト (小惑星)
アンハルト (6120 Anhalt) は小惑星帯に位置する小惑星。ドイツの天文学者フライムート・ベルンゲンがタウテンブルクのカール・シュヴァルツシルト天文台で発見した。
ドイツ中部に19世紀にできたアンハルト公国から命名された。